# Elecciones legislativas de Costa Rica de marzo de 1919
Las elecciones parlamentarias del 2 de marzo de 1919 se realizaron como establecía la Constitución de 1917 redactada bajo el régimen autoritario del presidente Federico "Pelico" Tinoco. La Constitución de ese entonces creaba un parlamento bicameral con un Senado y una Cámara de Diputados electos por cada provincia a razón de tres diputados por cada quince mil habitantes y uno por cada residuo de siete mil quinientos y un senador por cada tres diputados, más suplentes.
Solo pudo participar el tinoquismo organizado en el Partido Peliquista, una agrupación política personalista que giraba en torno a la figura de Tinoco. A pesar de esto algunos ciudadanos votaron por candidatos fuera del tinoquismo, y la participación popular fue bastante nutrida, incluso superior al respaldo recibido por Julio Acosta cuando se dieron las elecciones presidenciales de 1919 tras derrocarse a Tinoco. En todo caso, cinco meses después el régimen tinoquista caería y la Constitución de 1871 sería restablecida aboliendo el Senado y la Cámara de Diputados y restituyendo el Congreso Constitucional unicameral.